# Самердејл (Њу Џерзи)
Самердејл (енгл. Somerdale) град је у америчкој савезној држави Њу Џерзи.

## Демографија
По попису из 2010. године број становника је 5.151, што је 41 (-0,8%) становника мање него 2000. године.
| Група             | 2000.         | 2010.         |
| Белци             | 3.799 (73,2%) | 3.334 (64,7%) |
| Афроамериканци    | 917 (17,7%)   | 978 (19,0%)   |
| Азијати           | 168 (3,2%)    | 309 (6,0%)    |
| Хиспаноамериканци | 202 (3,9%)    | 422 (8,2%)    |
| Укупно            | 5.192         | 5.151         |